# Монастырь Святого Георгия (Исни)
Монастырь Святого Георгия (нем. Kloster St. Georg) — бывший бенедиктинский монастырь, располагавшийся в баден-вюртембергском городе Исни-им-Алльгой и основанный в 1096 году. Был распущен в ходе секуляризации 1803 года и в 1806 стал называться замок Исни (нем. Schloss Isny). Монастырская церковь Святых Георгия и Иакова была передана городу в 1868 году, став приходской; в 1942 году замок был продан городу Штутгарт, который использовал его здания для размещения больницы и дома престарелых.